# Szele Tibor-emlékérem
A Szele Tibor-emlékérem a matematika területén végzett kiemelkedő munkáért és teljesítményért adott elismerés, a Bolyai János Matematikai Társulat grémiuma által évente egy személynek odaítélt díj.

## Díjazottak
- Kalmár László (1970)
- Erdős Pál (1971)
- Gallai Tibor (1972)
- Rédei László (1973)
- T. Sós Vera (1974)
- Turán Pál (1975)
- Alexits György (1976)
- Fejes Tóth László (1977)
- Szőkefalvi-Nagy Béla (1978)
- Fried Ervin (1979)
- Hajnal András (1980)
- Csákány Béla (1981)
- Tandori Károly (1982)
- Császár Ákos (1983)
- Leindler László (1984)
- Halász Gábor (1985)
- Győry Kálmán (1986)
- Katona Gyula (1987)
- Daróczy Zoltán (1988)
- Simonovits Miklós (1989)
- Gécseg Ferenc (1990)
- Lovász László (1991)
- Tamássy Lajos (1992)
- Babai László (1993)
- Prékopa András (1994)
- Szász Domokos (1995)
- Hatvani László (1996)
- Juhász István (1997)
- Tusnády Gábor (1998)
- Pálfy Péter Pál (1999)
- Schipp Ferenc (2000)
- Bódi Béla (2001)
- Frank András (2002)
- Csiszár Imre (2003)
- Csörgő Sándor (2004)
- Sárközy András (2005)
- Laczkovich Miklós (2006)
- Szűcs András (2007)
- Pethő Attila (2008)
- Móricz Ferenc (2009)
- Tóth Bálint (2010)
- Páles Zsolt (2011)[1]
- Totik Vilmos (2012)[1]
- Szőnyi Tamás (2013)
- Pap Gyula (2014)
- Rónyai Lajos (2015)
- Krisztin Tibor (2016)
- Simon Károly (2017)
- Győri Ervin (2018)
- Pach János (2019)
- Hajnal Péter (2020)
- Némethi András (2021)
- Hajdu Lajos (2022)